# Lucas Neff
Lucas Neff (Chicago, 7 de novembro de 1985) é um ator norte-americano. É conhecido pela personagem Jimmy Chance na série Raising Hope.